# MathOverflow
MathOverflow是一個互動數學網站，既是一個協作博客，也是專業數學家的網絡社區。用戶在這網站上可以提問，回答，及對問題或答案投票和評論，通過這些活動用戶可以獲取徽章和聲望值。這網站是Stack Exchange Network的其中一員。
這網站主要是發問數學研究的問題，也就是關於未解問題和探索現代數學各領域中的新知識。數學家平常交流時會討論的各種問題，也可以到這網站發問，譬如發文章、評審文章、指導研究生、取得終身教職等。網站上不允許發問主觀偏好及有爭議性的問題。網站上也不歡迎非數學家求人指導，例如問作業題；這類問題可以到Mathematics Stack Exchange等其他網站發問。
網站用戶中有不少頂尖的數學家，如威廉·瑟斯頓、陶哲軒等菲爾茲獎得主。

## 網站歷史
MathOverflow網站最初是數名柏克萊的研究生和博士後Anton Geraschenko, David Zureick-Brown, Scott Morrison在2009年9月28日開設。Ravi Vakil支援網站寄存。網站原來是在獨立安裝的StackExchange 1.0軟件引擎上運作，2013年6月25日起，網站整合到Stack Exchange Network之中，用SE 2.0運行。
根據網站的常見問題集，網站名是「MathOverflow」，不是「Math Overflow」。

## 使用數學表達式
這網站原先版本不支援使用LaTeX標記來表示數學表達式。為了支援LaTeX的大部份功能，網站加入了MathJax，使數學表達式的LaTeX代碼可以轉換成合適的形式。現時帖子上任何在「數學模式」中的代碼（前後加上$符號的），都會自動轉換成適當的數學符號。

## 網站特點
網站設立的目的是解決研究上遇到的問題，獲得一個最佳的答案。因此，網站要求提出的問題要清晰，以及應該有一個明確的答案，不能問得太廣泛，或者需要很長篇幅才能回答。網站的設計不同於討論區，因此不適合提出徵詢意見的問題。雖然未強制規定，但網站鼓勵用戶用真實名字，有助於向人宣傳自己，就如發表文章一樣。
按著對社群的貢獻，用戶可以獲得各種徽章，徽章會展示於用戶頁上；而其他人對用戶的問題或答案投票，可以增減用戶的聲望值。聲望值越高，用戶在網站上就有更大的權限，能夠作更多的操作。

## 外部連結
- MathOverflow 網站 （页面存档备份，存于）